# Materialism
Materialism, (även fysikalism), är en inriktning inom filosofin som grundar sig på idén om att världen endast innehåller materia som existerar oberoende av oss människor och vår betraktelse av den. Detta till skillnad från idealism där tanken istället är den motsatta: att världen är helt beroende av en bakomliggande struktur, form eller idé. Den idealistiska tanken återfinns i flera kulturer, men utarbetades i synnerhet av Platon. Kombinerad med en empiristisk tradition finns den också hos den irländske filosofen Berkeley som menade att verkligheten existerar genom att "percipieras", alltså uppfattas med vårt eller Guds medvetande. Den klassiska atomteorin som utvecklades under antiken blev en utgångspunkt för den fysikens utveckling som tog fart från ca 1600 och framåt och intog en alltmer dominerande ställning fram till kvantmekanikens genombrott cirka år 1927. Dess stora verk är Newtons Principia. Som en form av materialism kan också fysikalismen betraktas.

## Materialism under antiken

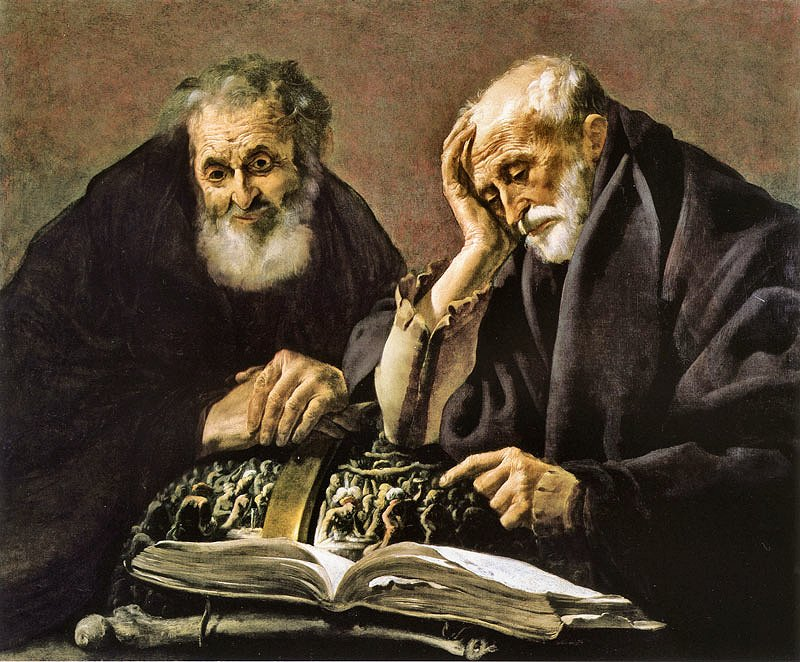
En målning av Demokritos och Herakleitos.

Enligt klassisk atomteori består verkligheten av osynligt små färglösa och solida materiella partiklar som följer mekanikens lagar, det vill säga bara kan påverka varandra via kollision. Denna ståndpunkt kommer från Leukippos och Demokritos och har främst bevarats via Lucretius. Genom demokritos atomistik uppkom den moderna atomläran, genom efterföljandes bidrag. Redan under antiken proklamerade Demokritos: Av ingenting blir ingenting. Ingenting, som är, kan förintas. All förändring är endast förening och upplösning av delar. Någonting som i våra dagar skulle bli känt som termodynamikens första huvudsats. Materialismen väckte anstöt i antiken då den ansågs ge matematisk och fysikalisk forskning företräde framför teleologi. Demokritos materialism hade ett etiskt mål medan Epikurus materialism hade en mer renodlat materialistisk världsåskådning.

## Historisk materialism
Historisk materialism är en teori om samhällets utveckling, utvecklad av Karl Marx och Friedrich Engels inspirerad av Friedrich Hegels dialektik.

## Dialektisk materialism

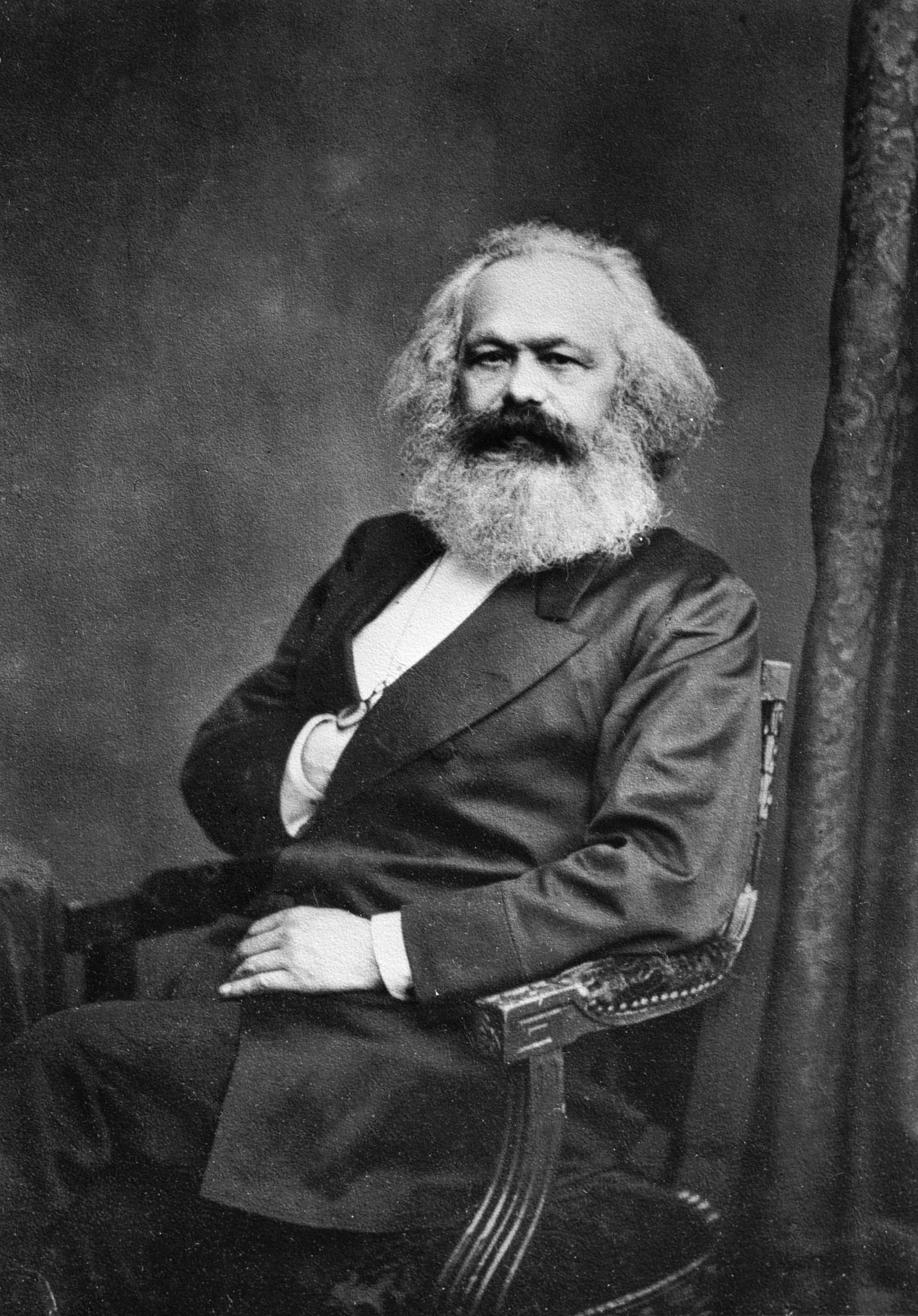
Karl Marx

Dialektisk materialism är en materialistisk variant av Hegels filosofi som hävdar att alla sociala fenomen i sista instans bestäms av materiella förutsättningar, och ska inte sammanblandas med fysikalismen. Det finns nämligen flera andra materialistiska system som hävdar andra motiv. Till exempel menade Buckle att klimatet är det som avgör, och enligt Sigmund Freud kan många handlingar spåras till sexuella orsaker. Likaså kan ekonomiska motiv vara avgörande oavsett om fysikalismen är sann eller inte. Därför är de två lärorna inte helt likvärdiga, även om den dialektiska materialismen är ett slags materialism även i filosofisk mening.
Termen "dialektisk materialism" myntades av den ryske marxisten Georgij Plechanov. Han betraktade den historiska materialismen som ett specialfall av den dialektiska.